# شهرستان ووچنگ
شهرستان ووچنگ (به لاتین: Wucheng County) یک شهرستان‌های جمهوری خلق چین در چین است که در دژو (شاندونگ) واقع شده‌است.